# Häglinge gravfält
Häglinge gravfält är ett gravfält i Häglinge socken i Hässleholms kommun i Skåne. Det ligger 700 meter norr om Häglinge kyrka i en ekhage omedelbart öster om landsvägen mot Sösdala. 
Gravfältet är daterat till yngre järnålder och omfattar ett 90 gånger 60 meter stort område. Bland gravarna finns fyra mer eller mindre tydliga skeppssättningar med en längd som varierar mellan 20 och 25 meter och bredd mellan fem och sju meter. Dagens 10-21 stenar beräknas ursprungligen ha varit 20-25. De är orienterade i nord-sydlig respektive nordnordöst – sydsydvästlig riktning. Därtill finns också en eventuell domarring, en eventuell kvadratisk stenkrets och cirka 40 resta stenar. Flera av de resta stenarna har förmodligen ingått i tidigare stenkretsar. Vid östra kanten av gravfältet ligger är en hålväg, en gammal väg, nertrampad av många fötter och hovar. 

## Galleri

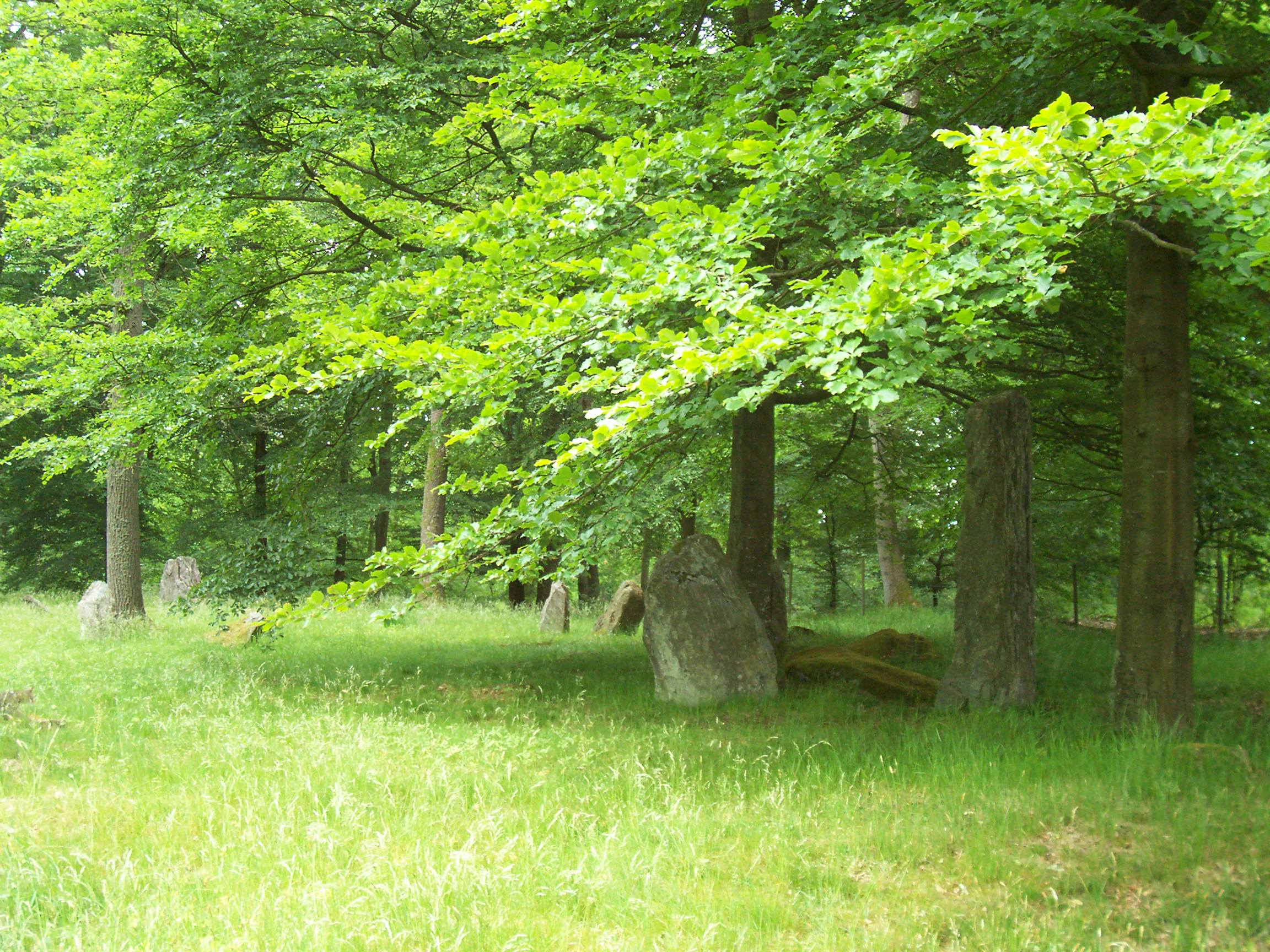
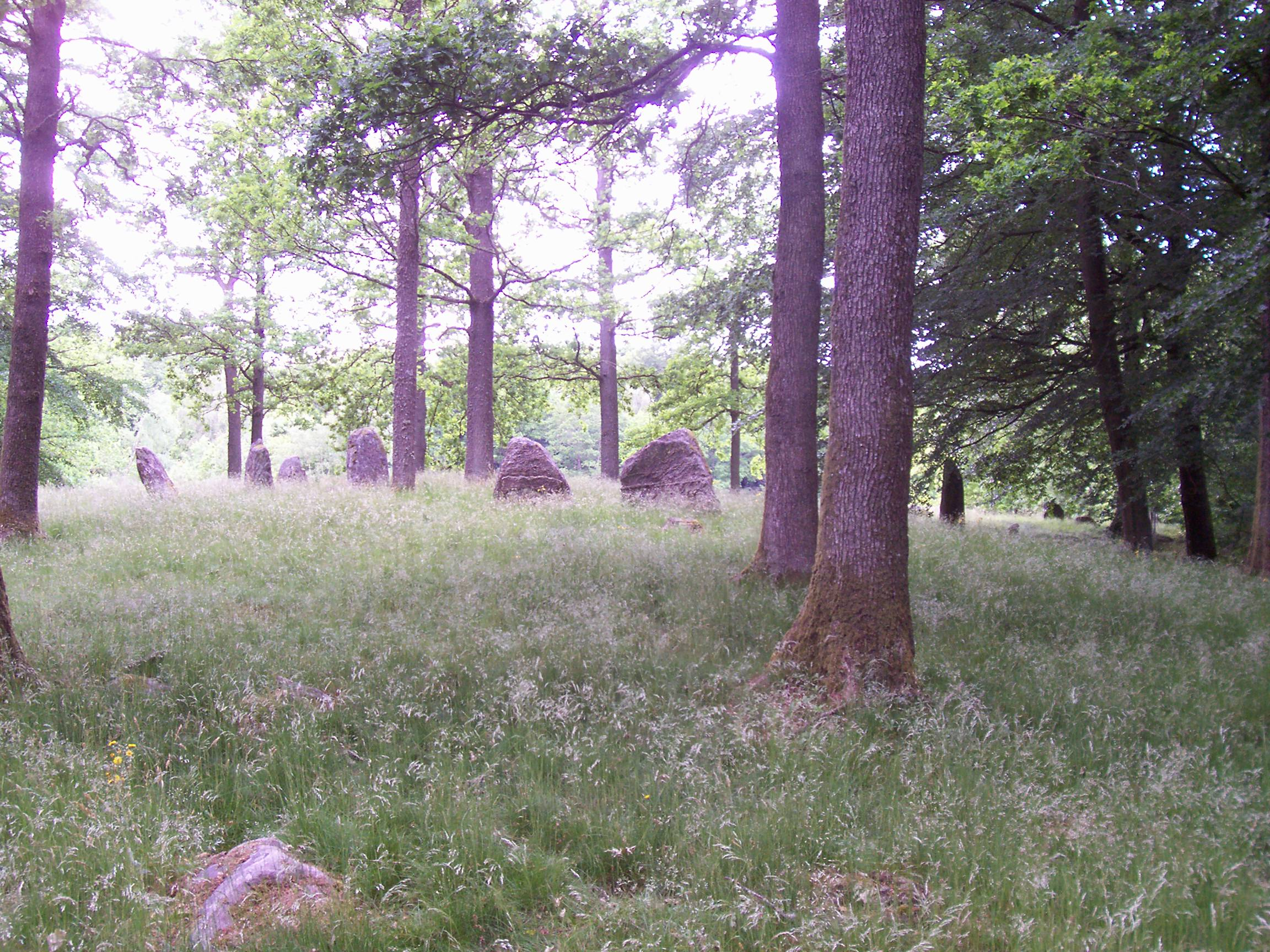